# Suzanne Dekker
Suzanne Dekker (nascida em 31 de outubro de 1949) é uma ex-política neerlandesa dos Democratas 66 (D66). Nascida em Amsterdão, foi membro do Parlamento Europeu (MEP) pelos Países Baixos entre 1979 e 1981. Dekker também serviu na Câmara dos Representantes da Holanda de 1981 a 1982.